# Kieran Egan
Kieran Egan (Clonmel, 1942- 12 de mayo de 2022) fue un filósofo de educación contemporáneo. Sus temas de interés son los clásicos, antropología, la psicología cognitiva y la historia cultural. Ha escrito sobre educación y desarrollo infantil, haciendo énfasis en la aplicación de la imaginación en el desarrollo de los distintos estadios intelectuales, que se producen durante el desarrollo humano.

## Biografía
Kieran Egan nació en 1942 en Clonmel Irlanda, aunque fue criado y educado en Inglaterra. Se graduó de la Universidad de Londres con una licenciatura en Artes en 1966. Posteriormente trabajó como investigador en el Instituto de Estudios Comparativos en Kingston upon Thames. Luego se mudó a Estados Unidos y comenzó un doctorado en filosofía de la educación en la Stanford Graduate School of Education. Egan completó su doctorado en la Universidad de Cornell en 1972. Actualmente, trabaja en la Simon Fraser University en la Facultad de Educación. Ha sido ganador del Premio Grameweyer que concede la Universidad de Lousville
Forma parte de la National Academy of Education de Estados Unidos como asociado extranjero, participa de la Canada Research Chair en educación. En 2010 la revista Utne Reader nombró a Egan como uno de los veinticinco visionarios que está cambiando el mundo.

## Pensamiento

### Educación imaginativa
Kieran Egan es el director del Imaginative Education Research Group, que fue fundado por la Facultad de Educación de la Universidad Simon Fraser. El objetivo de este grupo es mejorar la educación a escala mundial mediante el desarrollo y la proliferación de las ideas de la educación imaginativa.

## Críticas a otros autores
Se ha mostrado muy crítico con el trabajo de Jean Piaget y de otros educadores como Herbert Spencer y John Dewey.

## Obras
- 1976 Structural Communication.
- 1979 Educational Development.
- 1983 Education and Psychology: Plato, Piaget, and Scientific Psychology.
- 1988 Primary Understanding: Education in Early Childhood.
- 1988 Imagination and Education.
- 1989 Teaching as Story Telling: An Alternative Approach to Teaching and Curriculum in the Elementary School.
- 1990 Romantic Understanding: The Development of Rationality and Imagination, Ages 8-15.
- 1992 Imagination in Teaching and Learning: The Middle School Years.
- 1997 The Educated Mind|The Educated Mind: How Cognitive Tools Shape Our Understanding.
- 1999 Children's Minds, Talking Rabbits & Clockwork Oranges: Essays on Education.
- 2002 Getting it Wrong from the Beginning|Getting it Wrong from the Beginning: Our Progressivist Inheritance from Herbert Spencer, John Dewey, and Jean Piaget.
- 2005 An Imaginative Approach to Teaching.
- 2006 Teaching Literacy: Engaging the Imagination of New Readers and Writers.
- 2008 The Future of Education: Reimaging Our Schools from the Ground Up.
- 2010 Learning in Depth: A Simple Innovation that Can Transform Schooling.

## Premios y reconocimientos
- 1991: Premio en Educación, por la Universidad de Louisville Grawemeyer.[5]
- 1993: Elegido como miembro de la Real Sociedad de Canadá.
- 2000: Elegido como miembro extranjero asociado de la Academia Nacional de Educación (Estados Unidos)
- 2001: Killam Research Fellowship
- 2001: Designado a Canada Research Chair in Education[2]
- 2010: Utne Reader magazine nombró a Egan como uno de los "25 Visionarios Que Están Cambiando Tu Mundo."[6]